# Смирнова, Вера Евгеньевна
Ве́ра Евге́ньевна Смирно́ва (21 августа 1916, Кожласола, Чебоксарский уезд, Казанская губерния, Российская империя ― 2 октября 1997, Йошкар-Ола, Марий Эл, Россия) ― марийская советская певица. Солистка, хористка, помощник хормейстера Марийской филармонии имени Я. Эшпая (с 1936). Первая профессиональная исполнительница марийских народных песен, одна из основательниц школы марийского профессионального вокального искусства. Первый народный артист Марийской АССР (1951).

## Биография
Родилась 21 августа 19916 года в с. Кожласола ныне Звениговского района Марий Эл в крестьянской семье.
Окончила начальную школу в родном селе, в 1933 году ― школу лесного участка (лесное училище) при леспромхозе «Мушмари».
В 1933 году поступила на театральное отделение, но в 1936 году окончила дирижёрско-хоровое отделение Марийского музыкально-театрального техникума. Ещё в годы учёбы в техникуме пела в Марийской хоровой капелле, организованной А. И. Искандаровым.
C 1939 года в составе Марийского ансамбля песни и пляски, организованного на базе хоровой капеллы при Марийской филармонии имени Я. Эшпая, занимала должности солистки и хористки, исполняла народные танцы и играла на барабане, была помощником хормейстера.
В годы Великой Отечественной войны (с февраля 1943 года) участвовала в концертах в составе фронтовой концертной бригады Марийской филармонии под руководством П. С. Тойдемара.
Ушла из жизни 2 октября 1997 года в Йошкар-Оле.

## Музыкальная деятельность
Считается первой профессиональной исполнительницей марийских народных песен, одной из основательниц школы марийского профессионального вокального искусства. Голос – мелодичное сопрано.
В 1936 году в составе Марийской хоровой капеллы участвовала во Всесоюзном радиофестивале народного творчества.
В 1940 году в составе Марийского ансамбля песни и пояски выезжала на гастроли в Москву, Куйбышев, Калинин, Воронеж, Иваново и другие города РСФСР.
Была одной из самых известных марийских певиц 1940―1950-х годов. В репертуаре певицы — более 200 песен: ещё в составе фронтовой концертной бригады Марийской филармонии в годы войны она пела марийские, татарские, чувашские, удмуртские, украинские песни и песни советских композиторов. В программе бригады были танцы разных народов, инструментальные номера, русские частушки и песни, конферанс. За 1943–1945 годы в воинских частях и госпиталях марийские артисты, среди которых была и В. Е, Смирнова, показали солдатам Великой Отечественной войны свыше 1000 концертных выступлений!
После войны у неё продолжились многочисленные гастроли, командировки, концерты. Была первой в Марийской республике исполнительницей многих популярных песен марийских и советских композиторов.
В 1944 году за большой вклад в развитие марийского вокального искусства ей присвоено почётное звание «Заслуженный артист Марийской АССР», а в 1951 году — звание «Народный артист Марийской АССР». Награждена орденом Красной Звезды, медалями и трижды – Почётной грамотой Президиума Верховного Совета Марийской АССР.

## Признание
- Народный артист Марийской АССР (1951)[1][2][4]
- Заслуженный артист Марийской АССР (1944)[1][2][4]
- Орден Красной Звезды (1944)[1][2][4]
- Медаль «За трудовое отличие» (1951)[4]
- Медаль «За доблестный труд в Великой Отечественной войне 1941—1945 гг.»[4]
- Почётная грамота Президиума Верховного Совета Марийской АССР (1942, 1944, 1948)[1][2]

## Память
- В Йошкар-Оле на доме № 44 по улице Пушкина, где жила марийская народная артистка В. Е. Смирнова,открыта мемориальная доска[10][11].
- К 100-летию со дня рождения марийской певицы В. Е. Смирновой в августе 2016 года в Национальном музее Республики Марий Эл имени Т. Евсеева была открыта выставка. На выставке были представлены фотографии, личные документы, награды, афиши и программы концертов артистки, книги, посвящённые творчеству народной певицы, диск с записями её песен. В мероприятии приняли участие музыковеды, деятели культуры и искусств, журналисты, в том числе сын певицы Л. П. Смирнов[12][13].